# 인지초등학교 (부산)
인지초등학교는 대한민국 부산광역시 해운대구에 있는 공립 초등학교이다. 장산초등학교와 라이벌이다.

## 학교 연혁
- 2003년 10월 2일: 개교

2004년 10월 2일:개교 1주년
2023년 10월 2일:개교 20주년
2023년 10월 개교 20주년 기념 운동회 개최

## 참고 자료
- 인지초등학교 - 한국교육학술정보원 학교알리미